# Metavargula bilix
Metavargula bilix is een mosselkreeftjessoort uit de familie van de Cypridinidae. De wetenschappelijke naam van de soort is voor het eerst geldig gepubliceerd in 1989 door Kornicker.